# Escragnolles
Escragnolles (anche Escragnolo o Escregnoro) è un comune francese di 575 abitanti situato nel dipartimento delle Alpi Marittime della regione della Provenza-Alpi-Costa Azzurra.

## Storia
La popolazione del villaggio fu annientata dalla peste del 1420 ed il ripopolamento della zona fu garantito dall'emigrazione di genti provenienti dalla regione che sta nei pressi o nell'entroterra di Genova, perciò ancora oggi il dialetto della zona è molto vicino al genovese e quindi più pertinente alla lingua italiana che a quella francese o provenzale.

## Società

### Evoluzione demografica
Abitanti censiti